# Fasciosminthurus lacazei
Fasciosminthurus lacazei is een springstaartensoort uit de familie van de Bourletiellidae. De wetenschappelijke naam van de soort is voor het eerst geldig gepubliceerd in 1925 door Denis.